# Alia Vox
Alia Vox és un segell discogràfic independent Català fundat per Jordi Savall i Montserrat Figueras el 1998. El segell és l'editor exclusiu de les gravacions dels dos músics i els seus conjunts, Hespèrion XXI, Le Concert des Nations, i La Capella Reial de Catalunya.

## Discografia
Al Març del 2017, Alia Vox ha editat un total de 116 discs entre reedicions de les gravacions de Jordi Savall amb discogràfiques abans del naixement del segell propi, la col·lecció “Heritage” i les noves produccions. Alia Vox ha editat també produccions de Ferran Savall i Arianna Savall.
L'any 2015 Alia Vox començà la col·lecció “Diversa” que edita discs d'altres músics, de moment, ha editat dos discs d'Enrike Solinís i l'Euskal Barrokensemble.
Discografia Completa:
- 1998 Joan Cabanilles (AV9801)
- 1998 José Marín (AVSA9802)
- 1998 Les Voix Humaines (AV9803)
- 1998 Elizabethan Consort Music 1558 - 1603 (AV9804)
- 1998 La Folia 1490-1701 (AVSA9805)
- 1999 El Cant de la Sibil·la (AVSA9806)
- 1999 Jean-Baptiste Lully (AVSA9807)
- 1999 Missa Bruxellensis -Heinrich Ignaz Franz von Biber (AV9808)
- 1999 Diaspora Sefardi (AV9809)
- 2000 La Barcha d'Amore (AV9811)
- 2000 Die Sonaten für Viola da Gamba und Cembalo (with Ton Koopman) -J.S. Bach (AV9812)
- 2000 The Teares of the Muses. Anthony Holborne (AV9813)
- 2000 Carlos V. La Canción del Emperador(AVSA9814)
- 2000 Battaglie & Lamenti (1396 - 1458) (AV9815)
- 2001 Alfons V El Magnànim (AV9816)
- 2001 Harmonie Universelle (AV9810
- 2001 Johann Sebastian Bach (AV9817)
- 2001 Musikalisches Opfer-J.S. Bach (AVSA9818)
- 2001 Die Kunst der Fuge-J.S. Bach (AV9819)
- 2001 Ostinato (AV9820)
- 2001 Tous les Matins du Monde (AVSA9821)
- 2002 Farnace. Antonio Vivaldi AV9822)
- 2002 William Lawes (AV9823)
- 2002 L'Orchestre de Louis XIII (1601-1643) (AV9824)
- 2002 Henrich Ignaz Franz Biber (AV9825)
- 2002 Ninna Nanna (AV9826)
- 2003 Monsieur de Sainte Colombe le Fils (AV9827)
- 2003 Le Parnasse de la viole (AV9829)
- 2003 Pièces de Viole du Second Livre. Marin Marais (AV9828)
- 2003 Bella Terra (AV9833)
- 2003 Entremeses del siglo de oro (1550-1650) (AVSA9831)
- 2003 Alfonso Ferrabosco The Younger (AV9832)
- 2003 Villancicos y Danzas Criollas (AV9834)
- 2003 La Viola da Gama in Concerto- Antonio Vivaldi (AV9835)
- 2004 Homenatge al Misteri d'Elx. La Vespra (AV9836)
- 2004 Musicall Humors. Tobias Hume (AV9837)
- 2004 Isabel I. Reina de Castilla (AVSA9838)
- 2004 Harmonie Universelle II (AV9839)
- 2005 Les Concerts Royaux. François Couperin (AVSA9840)
- 2005 Du temps & de l'instant (AVSA9841)
- 2005 Les Grandes Eaux Musicales de Versailles (AV9842)
- 2005 Don Quijote de la Mancha (AVSA9843)
- 2005 Altre Follie (AVSA9844)
- 2005 La Musica notturna delle strade di Madrid. Luigi Boccherini (AVSA9845)
- 2006 Eine Kleine Nachtmusik. Wolfgang Amadeus Mozart (AVSA9846)
- 2006 Lux Feminæ (AVSA9847)
- 2006 Orient - Occident (AVSA9848)
- 2006 Metamorphoses Fidei (AV9849)
- 2006 Marin Marais Suitte d'un Goût Etranger (AVSA9851)
- 2006 Christophorus Columbus (AVSA9850)
- 2007 Lachrimae Caravaggio (AVSA9852)
- 2007 Ludi Musici (AV9853)
- 2007 Septem Verba Christi in Cruce. Joseph Haydn (AVSA9854)
- 2007 Claudio Monteverdi (AVSA9855)
- 2007 Francisco Javier - The Route to the Orient (AVSA9856)
- 2008 Estampies & Danses Royales (AVSA9857)
- 2008 Fantasias for the Viols. Henry Purcell (AVSA9859)
- 2008 Water Music. Georg Friederich Haendel (AVSA9860)
- 2008 Invocation a la nuit (AV9861)
- 2008 Su la Cetra Amorosa. Tarquinio Merula (AVSA9862)
- 2008 Mireu el nostre mar (AV9858)
- 2008 Jérusalem (AVSA9863)
- 2009 Ministriles Royales. Ménestrels royales – Royal Minstrels (AVSA9864A+B)
- 2009 The Celtic Viol - La Viole Celtique (AVSA9865)
- 2009 The Fairy Queen. The Prophetess. Henry Purcell (1659-1695) (AVSA9866)
- 2009 Maestros del Siglo de Oro (AVSA9867)
- 2009 Peiwoh (AV9869)
- 2009 ISTANBUL. Dimitrie Cantemir (AVSA9870)
- 2009 Septem Verba Christ in Cruce. Joseph Haydn (CD/DVD) (AVDVD9868)
- 2009 Le Royaumé Oublié (AVSA9873)
- 2010 The Brandenbourgh Concertos -JS. Bach (AVSA9871)
- 2010 El Nuevo Mundo (AVSA9876)
- 2010 Le Concert Spirituel. Corelli. Telemann. Rameau (AVSA9877)
- 2010 The Celtic Viol II. Treble Viol & Lyra Viol (AVSA9878)
- 2010 Dinastia Borgia (AVSA9875)
- 2010 Pièces de Viole des Cinq Livres. Marin Marais (AVSA9872)
- 2011 Requiem. Wolfgang Amadeus Mozart (AVSA9880)
- 2011 El Cant de la Sibil·la a Catalunya (AVSA9879)
- 2011 Cançons de la Catalunya Mil·lenària. Planys & Llegendes (AVSA9881)
- 2011 L'orquestre de Louis XV. Jean-Philippe Rameau (AVSA9882)
- 2011 Hispania & Japan (AVSA9883)
- 2011 Aria e Lamenti. Madrigali. Claudio Monteverdi (AVSA9884)
- 2011 Concerts à Deux Violes Esgales. Sieur de Sainte-Colombe (AVSA9885)
- 2011 La Sublime Porte (AVSA9887)
- 2011 Mare Nostrum (AVSA9888)
- 2012 La Voix de l'Emotion. Montserrat Figueras (AVSA9889)
- 2012 Les Quatre Ouvertures. J.S Bach (AVSA9890)
- 2012 Jeanne D'Arc (AVSA9891)
- 2012 Ésprit D'Arménie. Armenian Spirit (AVSA9892)
- 2012 Pièces de Violes 1728. François Couperin (AVSA9893)
- 2012 Pro·Pacem AVSA9894)
- 2013 Messe en Si Mineur. J.S. Bach (AVDVD9896A)
- 2013 Erasmus (AVSA9895)
- 2013 25 anys Capella Reial de Catalunya. 25 años La Capella Reial de Catalunya. (AVSA9897)
- 2013 Esprit des Balkans/Balkan Spirit (AVSA9898)
- 2013 Recercadas del Tratado de Golsas. Diego de Ortiz (AVSA9899)
- 2013 Orient-Occident II (AVSA9900)
- 2013 Lachrimae or Seven Teares. John Dowland (AVSA9901)
- 2013 Bal·Kan: Miel & Sang (AVSA9902)
- 2014 Alcyone. Marin Marais (AVSA9903)
- 2014 The Voice of Emotion II. Montserrat Figueras (AVDVD9904)
- 2014 M.A. Charpentier. À la Chapelle Royale de Versailles (AVDVD9905)
- 2014 La Lira d'Esperia II. Galicia (AVSA9907)
- 2014 Magnificat and Concerti. Antonio Vivaldi. Johann Sebastian Bach (AVSA9909D)
- 2015 War and Peace. 1614-1714 (AVSA9908)
- 2015 Euskel Antiqva (AV9910)
- 2015 L'Orfeo. Claudio Monteverdi (AVSA9911)
- 2015 Baroque Splendor. Henrich Ignaz Franz Biber (AVSA9912)
- 2015 Les Éléments (AVSA9914)
- 2016 Simfonía Eroica. Ludwig Van Beethoven. AVSA9916)
- 2016 Marquise (AV9701)
- 2016 Ramon Llull 1232 · 1316 (AVSA9917)
- 2016 Granada 1013-1502 (AVSA9915)
- 2016 Dixit Dominus. (AVSA9918)
- 2016 Llibre Vermell de Montserrat (AVSA9919)
- 2017 Les Routes de l'Esclavage (AVSA9920)